# Guido Appiani
Guido Appiani (Modona, Italia; ? - Buenos Aires, Argentina; 1927) fue un actor cómico, cantante e imitador italiano de extensa trayectoria artística.

## Carrera
Guido Appiani se inició en un tenedor de libros de la casa Singer en Modona y cantaba canciones boloñesas en los festivales, cuando fue descubierto y llevado por un empresario que necesitaba inaugurar una sala en Bolonia. Appiani consiguió una licencia de tres días.
Se destacó sobre todo por su talento cómico a la hora de incorporar a sus funciones chistes, trucos y más que nada imitaciones. Integró junto a su esposa, la actriz italiana Ida Negri, una compañía italoargentina que tuvo gran repercusión en el país al incorporar un género netamente italiano llamado Machietta. Entre 1916 y 1917 presentaron varias funciones en el Teatro Esmeralda (hoy Teatro Maipo), entre las funciones solían imitar a personalidades destacadas del país como Carlos Gardel, Apiani solía tener una pequeña guitarra y hacía mímica de un tango para el público.
Junto a Gardel y José Razzano también trabajaron en el Teatro Ópera, en el Teatro Avenida, en el Teatro San Martín y en el Teatro Casino, todas en 1917, y en 1920 en el Teatro Empire.
En 1923 Guido viajó a partir del 15 de noviembre de 1923 en el transatlántico "Antonio Delfino" con el dúo Gardel-Razzano en su primera presentación en España.
En 1905 ya se habían presentado en el Teatro Casino Oriental de Montevideo, Uruguay con gran éxito. En 1919 lo hicieron en el Teatro "Catalunya" de Montevideo.
Bajo el título Recuperando informações para a história do cinema em Pernambuco, que en 1908 se abre en el Teatro Santa Isabel, el coloso cinematográfico, de propiedad de la Compañía de Variedades Guido Appiani en su segunda temporada en la capital. La compañía presenta espectáculos que incluyen la proyección de vistas cinematográficas.
Solo o acompañado de una supuesta Negri, hizo reír siempre al público, que lo festejaba sin reparos y al que con todo amor se daba por entero, aun cuando muchas veces su sonora risa exterior llevara en el alma todos los desencantos de la vida.

## Fallecimiento
Falleció en el año 1927 luego de que su esposa lo abandonara y lo dejara en la absoluta miseria. Sus amigos Carlos Gardel, José Razzano, el actor español Alejandro Maximino y cuatro o cinco hombres modestos, que eran electricistas y maquinistas, se encargaron de su sepelio y lo llevaron a la tumba, dejando sobre ella algunas flores y sentidas lágrimas.